# Qeshlāq-e Ferūnābād
Qeshlāq-e Ferūnābād (persiska: قشلاق فرون آباد) är en ort i Iran.   Den ligger i provinsen Teheran, i den centrala delen av landet, 28 km sydost om huvudstaden Teheran. Qeshlāq-e Ferūnābād ligger 991 meter över havet och antalet invånare är 513.
Terrängen runt Qeshlāq-e Ferūnābād är platt åt sydväst, men åt nordost är den kuperad.Runt Qeshlāq-e Ferūnābād är det tätbefolkat, med 297 invånare per kvadratkilometer. Närmaste större samhälle är Qarchak, 8,8 km söder om Qeshlāq-e Ferūnābād. Trakten runt Qeshlāq-e Ferūnābād består till största delen av jordbruksmark.